# رودخانه لائله
رودخانه لائله یک رودخانه در گوام ( ایالات متحده آمریکا ) است. این شهر در شهرداری اوماتاک ، در بخش جنوب غربی گوام، در ۲۱ کیلومتری جنوب پایتخت هاگاتنیا واقع شده است.
این رودخانه با رودخانه مادوگ ادغام می شود و رودخانه اوماتاک را درست قبل از خروجی آن به خلیج اوتاماک تشکیل می دهد.

## منبع
1. ↑  Laelae River hos Geonames.org (cc-by); post uppdaterad 2011-06-10; databasdump nerladdad 2015-05-23